# Twelve Minutes
Twelve Minutes é um jogo eletrônico de aventura desenvolvido por Luís António e publicado pela Annapurna Interactive. Foi lançado em 19 de agosto de 2021 para Microsoft Windows, Xbox One e Xbox Series X/S. O jogo se passa exclusivamente em um pequeno apartamento e requer que o jogador jogue diversas vezes os eventos do jogo em um ciclo de doze minutos para tentar resolver um mistério.

## Jogabilidade
Twelve Minutes é jogado com uma perspectiva de cima para baixo e se passa em um apartamento compartilhado por um marido e sua esposa ( dublados por James McAvoy e Daisy Ridley, respectivamente) que  inclui a sala e área da cozinha, o quarto do casal, um banheiro, e um closet. O jogador controla o marido durante esses eventos em um estilo de jogo de aventura point-and-click , onde ele é livre para executar diversas ações. Após 10 minutos sem tomar certas ações, o marido descobre que sua esposa está grávida. Um homem que se auto identifica como policial (dublado por Willem Dafoe) chega ao apartamento e acusa a mulher de ter assassinado o pai dela muitos anos atrás, e em uma tentativa de prende-la, o homem nocauteia o marido e mata a esposa e seu filho ainda não nascido.
O tempo é reiniciado no ponto em que o marido entra no apartamento, com o jogador agora livre para tentar descobrir por que o policial suspeita que a esposa foi a responsável pelo assassinato , como evitar sua prisão ou várias outras ações possíveis para encontrar uma maneira de terminar o loop temporal. Se a esposa ou marido morrer, ou se o marido sair do apartamento, o tempo é reiniciado . No entanto, o jogador não recebe nenhuma informação exata de qual é o objetivo, cabendo a ele explorar como resolver a situação. O marido é o único personagem que retém conhecimento dos ciclos anteriores - como saber sobre a prisão iminente - e essa informação pode ser usada para realizar outras ações em ciclos futuros. Este ciclo de loop temporal foi comparado a The Legend of Zelda: Majora's Mask. Embora o loop principal dure apenas 10 minutos em tempo real, o jogo deve levar de 6 a 8 horas para ser concluído.

## Enredo
Twelve Minutes é um jogo baseado em decisões envolvendo loops temporais; no entanto, a ordem dos eventos será diferente dependendo de como o jogo é jogado. Este resumo fornece uma ampla visão geral da narrativa, sem refletir qualquer ordem específica de decisões.
Um marido volta ao seu apartamento depois do trabalho e é saudado pela esposa, que o surpreende com a notícia de que está grávida. Quando eles começam a comemorar, um homem que se diz policial bate à porta e acusa a esposa de assassinato. O policial os ataca, amarra suas mãos e começa a estrangular o marido até a morte.
O marido repentinamente se vê de volta quando ele entra no apartamento, até dez minutos antes, e percebe que está preso em um loop temporal. Ele tenta convencer sua esposa do loop, mas ela permanece cética. O marido gasta um loop se escondendo para ver como o policial interage com a esposa sozinha, e descobre que ele estava procurando por um relógio de bolso caro que havia pertencido ao pai dela. O marido consegue descobrir que o policial quer que o relógio financie o tratamento contra o câncer de sua filha. Em outro loop, o marido pega o relógio e pergunta à esposa sobre ele. Ela revela que seu pai não morreu de ataque cardíaco há oito anos, mas ela o matou depois que ele teve um caso com sua babá. O caso levou sua mãe a uma depressão profunda. A esposa então fugiu naquela noite com o vigia, onde ela conheceu seu futuro marido em um bar na véspera de Ano Novo.
O policial é, mais tarde, revelado ser um amigo do pai dela que está a acusando pelo assassinato de seu pai. O marido investiga mais e consegue provar que sua esposa não era a assassina; ele se aproxima do policial pacificamente, onde os três deduzem que a esposa estava enganada, e o verdadeiro assassino do pai era seu meio-irmão, que nasceu do caso de seu pai. Mesmo depois de resolver a situação com sucesso, o marido ainda está preso em um loop temporal.
Agonizado por ainda estar preso no loop temporal, o marido pergunta ao policial o nome da babá. Ele descobre que a babá era sua mãe, o que o torna meio-irmão de sua esposa. O marido é obrigado a reviver a verdade: o pai revelou-lhe que ele e a esposa são irmãos e que deveriam romper o amor, mas o marido recusa. Após uma breve briga, ele acidentalmente atirou no pai e teve que fugir do local. No entanto, o loop se recusa a fechar.
Usando o relógio para reverter o tempo, o marido volta à realidade, onde ele ainda está conversando com o pai sobre se apaixonar pela irmã; os loops temporais revelam-se como o marido imaginando um futuro positivo com a esposa e o policial é uma manifestação da interferência do pai. Se o marido decidir aceitar a proposta de seu pai de deixar sua irmã, ele entra em um loop onde o apartamento está vazio e ele fica sozinho. Se o marido recusar a proposta, a briga se repete e ele acidentalmente quebra o pescoço do pai, e os loops continuam a se repetir. Se o marido recitar um livro que a esposa estava lendo durante os loops, o pai se oferece para ajudá-lo a esquecer a irmã, fazendo com que os loops sejam reiniciados e reiniciados. Por fim, se o marido olha para o relógio antes de escolher esquecer, o pai lhe diz para acabar com seu futuro imaginário, encerrando todos os loops temporais de uma vez por todas.

## Desenvolvimento
Luís António é um ex-artista da Rockstar Games e Ubisoft que deixou estas empresas para desenvolver  jogos independentes. Em 2012, ele passou um tempo trabalhando para ajudar a desenvolver The  Witness antes de começar a fazer o seu próprio jogo. Para seu primeiro jogo, ele queria um título que explorasse as consequências da tomada de decisões e como essas escolhas afetavam os outros. António também considerou que a maioria dos jogos são construídos em loops, com o personagem  morrendo, e o jogador usando os conhecimentos das mortes anteriores para avançar mais no jogo, um conceito construído na natureza dos loops temporais de Twelve Minutes.
Inicialmente, ele imaginou um jogo que aconteceria em um pequeno bairro ao longo de 24 horas, mas o projeto provou ser muito grande para ele, e ele reduziu para uma única suíte de apartamento e um período de tempo muito mais curto. Muito do design do jogo é inspirado pelo diretor de cinema Stanley Kubrick e, como um aceno para Kubrick, a área do saguão ao redor do apartamento inclui o icônico padrão de carpete que Kubrick usou no Overlook Hotel para o Iluminado. Outras inspirações vêm dos filmes Groundhog Day, Memento e Rear Window. António também se inspirou em Filth, um filme estrelado por McAvoy em que a personagem principal se mete em situações cada vez piores enquanto tenta retificar outras. Outros cineastas que ajudaram a estabelecer o thriller psicológico ao lado de Kubrick como Alfred Hitchcock e David Fincher também tiveram influência no design do jogo, e António, juntamente com a empresa de publicidade mOcean, criaram o pôster do jogo em homenagem aos filmes desses diretores.
António tinha estreado o jogo no evento PAX East 2015, neste ponto, o jogo usando a arte de espaço reservado, mas com a jogabilidade  do loop concluído. O jogo recebeu menção honrosa no Grande Prêmio Seumas McNally no Independent Games Festival em 2016. António tinha previsto que o jogo fosse lançado em 2016. No entanto, nos anos que se seguiram, António trouxe uma equipe de cinco para ajudar a refinar o jogo, bem como obteve o apoio editorial da Annapurna Interactive. O jogo foi reapresentado durante a conferência de imprensa do Xbox da Microsoft durante a E3 2019, e com lançamento planejado para 2020. Entre os elementos finais a serem incluídos estão linhas totalmente dubladas para os personagens principais e animações de personagem aprimoradas usando captura de movimento. Ao finalizar o design do jogo, António adoptou uma abordagem reducionista, removendo elementos de jogabilidade para se concentrar no essencial que pretendia. Por exemplo, António originalmente tinha relógios dentro do mundo do jogo para o jogador antecipar quando os eventos iriam acontecer, mas depois os removeu, deixando para o jogador acompanhar as conversas e outras dicas para saber quando os eventos iriam acontecer e se preparar para eles.
A dublagem do jogo foi fornecida por James McAvoy, Daisy Ridley e Willem Dafoe como marido, esposa e oficial, respectivamente. A Annapurna Interactive ajudou com o elenco e também a encontrar locais seguros para eles gravarem as falas que ocorreram durante o lockdown devido à pandemia de COVID-19.
António anunciou um lançamento antecipado para o final de 2020 para Windows e Xbox com portes para outros sistemas posteriores. Em novembro de 2020, a Annapurna Interactive confirmou que o jogo havia sido adiado para 2021, e foi lançado em 19 de agosto de 2021.
O jogo foi exibido no Tribeca Film Festival 2021, onde concorreu ao Prêmio Tribeca Games inaugural.

## Recepção
Twelve Minutes recebeu avaliações "geralmente favoráveis" para a sua versão de Microsoft Windows, e críticas "mistas ou medianas" para as versões de Xbox One e Xbox Series X, de acordo com o Metacritic.
Hideo Kojima elogiou Twelve Minutes, afirmando que não "tinha estado em um jogo tanto desde Inside", e o inspirou a considerar a criação de outro jogo de aventura.
Alguns críticos expressaram fortes críticas à quantidade de violência doméstica, particularmente aquela forçada à esposa para progredir no jogo. Renata Price, do Kotaku, afirmou que embora fosse possível que uma história pudesse incluir esse tipo de violência se fosse bem elaborada, sua inclusão em Twelve Minutes foi "pretensiosa e exaustiva", e considerou a reviravolta final como "terrível". De acordo com Samit Sarkar da Polygon, a equipe da Polygon ficou dividida sobre se a violência era necessária para servir a história do jogo, mas Sarkar também estava preocupado com a falta de qualquer aviso relacionado com a violência ou outros tópicos problemáticos no início do jogo. Twelve Minutes foi lançado quase ao mesmo tempo que Boyfriend Dungeon, que em seu lançamento inicial também recebeu críticas semelhantes relacionadas a conteúdo adulto que não havia sido mencionado em materiais de pré-lançamento ou avisos de conteúdo no jogo. Ambos os jogos foram considerados exemplos de onde avisos adequados de conteúdo no jogo seriam necessários para alertar os jogadores sobre conteúdo perturbador antes de encontrá-lo.